# Manoir de Chambon-le-Château
Le manoir de Chambon-le-Château est un manoir situé à Chambon-le-Château, en France.

## Localisation
Le manoir est situé sur la commune de Chambon-le-Château, dans le département français de la Lozère.

## Historique
L'édifice est inscrit au titre des monuments historiques en 1976.